# Mighty Barolle
Mighty Barolle – liberyjski klub piłkarski z siedzibą w Monrovii, występujący w Liberian Premier League.
Jest jednym z najbardziej utytułowanych klubów w Liberii.

## Sukcesy
- 12-krotny mistrz Liberii:
  - 1967, 1972, 1973, 1974, 1986, 1988, 1989, 1993, 1995, 2001, 2004, 2006
- 8-krotny zdobywca Pucharu Liberii:
  - 1974, 1978, 1981, 1983, 1984, 1985, 1986, 1995